# Efekt Garcia
Efekt Garcia (też: uwarunkowana niechęć do danego smaku, ang. conditioned taste aversion) – efekt polegający na niechęci do danego pokarmu lub pokarmów podobnie smakujących, jeśli spożycie tego pokarmu wywołało chorobę. Pierwszy opisał go amerykański psycholog dr John Garcia.
Eksperymenty Garcii polegały na podawaniu szczurom danego pokarmu, odczekaniu kilku godzin i ich napromieniowywaniu, co wywoływało u nich wymioty. Organizm szczura kojarzył jedzenie ze złym stanem organizmu i później unikał danego pokarmu.
By wywołać niechęć do danego jedzenia, wystarczyło jedno napromieniowanie. Natomiast bardzo trudno było wywołać u szczurów niechęć do sygnałów dźwiękowych i świetlnych. Gacia stwierdził na tej podstawie, że za mechanizmem niechęci do smaku kryje się inne zjawisko niż zwykłe uczenie się – szczury mają genetycznie „wdrukowany” mechanizm unikania pokarmu kojarzonego z chorobą. Działa on u nich instynktownie, nie podlegając logicznemu myśleniu.
Ta obserwacja podważyła niektóre twierdzenia behawioryzmu, a szczególne behawioralne teorie uczenia się. Podważyła teorię, że bodziec negatywny musi następować w bliskości czasowej, by wywołać wzmocnienie negatywne (szczury napromieniowano kilka godzin po jedzeniu). Podważyła też teorię równości bodźców (bodziec w postaci pożywienia był o wiele skuteczniejszy niż bodźce dźwiękowe).
Efekt Garcia występuje też u innych ssaków, w tym i u ludzi. Człowiek, który wymiotował po spożyciu piwa lub zjedzeniu kebabu zwykle będzie przez kilka dni unikał tych artykułów spożywczych, mimo że świadomie je uwielbia. Po spróbowaniu ich, będzie odczuwał obrzydzenie.
Mechanizm stojący za efektem Garcia powstał w wyniku ewolucji. Zabezpieczał on organizmy przed dalszym potencjalnym wprowadzaniem toksyn do organizmu, nawet jeśli mógł doprowadzić do niedożywienia.